# Мирово (Великотырновская область)
Мирово (болг. Мирово) — село в Болгарии. Находится в Великотырновской области, входит в общину Стражица. Население составляет 171 человек (2022).

## Политическая ситуация
В местном кметстве Мирово, в состав которого входит Мирово, должность кмета (старосты) исполняет Стефан Георгиев Колев (Земледельческий союз Александра Стамболийского (ЗСАС)) по результатам выборов правления кметства.
Кмет (мэр) общины Стражица — Стефан Рачков Стефанов (Национальное движение «Симеон Второй» (НДСВ)) по результатам выборов в правление общины.